# بارت يحصل على علامة راسب (عائلة سيمبسون)
«بارت يحصل على علامة راسب» هي أول حلقة من الموسم الثانى للمسلسل الكرتونى عائلة سيمبسون. تم بثه في الاصل على شبكة فوكس التلفزيونية بالولايات المتحدة في 11 أكتوبر عام 1990. في الحلقة يفشل بارت في امتحان التاريخ لمدة أربع مرات متتالية ويوصي الطبيب النفسي بأن يعيد بارت الصف الرابع. بارت يتعهد بالقيام بعمل أفضل ويحاول الحصول على مركز العبقري الحالى بمساعدة مارتن برنس ولكن بعد أن يرتد يصلي بارت طلبا للمساعدة. في تلك الليلة ضُربت سبرينغ فايلد بعاصفة ثلجية ضخمة مما أدي لاغلاق المدرسة مُعطية بارت يوما أخر للدراسة. كُتبت الحلقة بواسطة دايفيد استيرن وإخراجها بواسطة دايفيد سليفر مان. كانت الحلقة وأول ظهور للعمدة كويمبي ميزة لأفتتاح سلسلة جديدة من المسلسل. كان «بارت يحصل على علامة راسب» الحلقة الثالثة للموسم الثاني ولكن تم بثها في الحلقة الأولى وذلك بسبب المتميز بارت. نظرا لنجاح الموسم الأول لعائلة سيمبسون قررت شبكة فوكس التلفزيونية أن تمدد مدة العرض إلى يوم الخميس في تمام الساعة الثامنة مساء. وكان يتم عرض برنامج ذا كوزبي شو على قناة إن بي سي في نفس ذلك الوقت وكان أكثر برنامج يحظى بنسبة مشاهدة في ذلك الوقت. نشرت بعض وسائل الاخبار بأنه خلال فترة الصيف ستكون هناك منافسة شديدة بين بيل وبارت في أول حلقة من الموسم الثاني. وتوقع العديد من النقاد بأن «بارت يحصل على علامة راسب» سوف يكون اسوء بكثير في التصنيف من «كوزبي شو». ومع ذلك كان تقديرات نيلسن النهائي للحلقة 18.4 ومشاركة الجمهور بنسبة 29% ليصبح في المرتبة الثانية مباشرة بعد كوزبي شو الذي كان تصنيفه 18.5 ومشاركة الجمهور بنسبة 29%.وقد انتهى على المركز الثامن في التصنيف الأسبوعي الجديد ولكنه قد شوهد بواسطة 33.6 مليون مشاهد مما يجعله المسلسل الأكثر مشاهدة في هذا الأسبوع. أصبح البرنامج الأعلى تصنيفا والأكثر مشاهدة في تاريخ شبكة فوكس التلفزيونية وبقي في هذا المنصب حتى 1 يناير عام 1995 كما أنها لا تزال الحلقة الأعلى تصنيفا في تاريخ مسلسل عائلة سيمبسون. وقد تلقت الحلقة مراجعات إيجابية من نقاد التلفزيون وكانت في المرتبة 31 في قائمة «أفضل 100 لحظة في التليفزيون» بمجلة انترتينمنت ويكلي عام 1999.

## القصة
يقدم بارت تقريرا عن كتاب جزيرة الكنز بمدرسة سبرينغفيلد الأبتدائية ولكنه من الواضح جدا أنه لم يقرأ هذا الكتاب. ولقد أثبتت الاستاذة كراببل شكها عندما لم يستطع بارت ان يجيب عن سؤالها عن أسم القراصنة في الكتاب. بعد الدوام المدرسي تُخبر الاستاذة كراببل بارت بأن درجاته أصبحت أسوء وتحذره بالانتباه للامتحان القادم عن التاريخ الاستعماري للولايات المتحدة، ولكن بارت لم ينتبه لهذا الكلام. كان بارت يؤجل أعماله، يشاهد الرسوم المتحركة ويتردد على ألعاب الفيديو. خلال وجبة العشاء تقدم ليزا اختبار حصلت فيه على علامة ممتاز ويفرح هومر ويضع هذا الاختبار على الثلاجة ليغطي على رسمة قط احمق رسمها بارت وكان هذا الإنجاز الوحيد الذي قام به قبل سنوات مبينا تأخره في الالتزامات المدرسية. لايفتح بارت كتاب التاريخ إلا قبل النوم بفترة وجيزة. في اليوم التالى بالمدرسة، يهرب بارت من الاختبار عن طريق افتعال المرض. وتم إرساله إلى الممرضه التي شخصته بأنه لديه ألم بالساق وترسله إلى البيت. تلك الليلة في المنزل ليزا تُحذر بارت من أنه لايمكن التهرب من مسؤولياته إلى الأبد. ولكن بارت يتصل بميلهاوس من أجل إجابات الاختبار. في اليوم التالي بعد المدرسة وبيد بارت المفرطة في الثقة يحصل على درجة ضعيفة أسوء من درجة ميلهاوس دون المستوى وتتخذ الاستاذه كراببل إجراْءات سريعة.
تم استدعاء هومر ومارج للقاء الاستاذة كراببل والطبيب النفسي دكتور لورين بريور الذي يقول أن بارت تحصيله الدراسي ضعيف ويوصي بأنه عليه أن يُعيد الصف الرابع. واعتبر كلا من هومر ومارج بأنها ليست فكرة سيئة. ومع ذلك، كان بارت ضد هذه الفكرة، ويتعهد بأنه سوف يبدأ في تحقيق نتائج أفضل وسوف ينجح. وطلب بارت المساعدة من مارتن برنس في يأس. يوافق مارتن على مساعدة بارت مقابل أن يعلمه كيف يصبح أكثر شعبية. كان الاثنان في البداية يساعد كلا منهما الآخر. مثل مارتن يعلم بارت الأساسيات وطرق أخرى لكي يصبح طالب جيد، ولكن مارتن يبدأ بأن يأخذ من بارت بعض الصفات الشخصية الضيفة. ويقرر أن يتوقف عن كونه الطالب المثقف ويتجول مع أصدقاء جدد وإلقاء الطرائف. وترك بارت القليل من الوقت لكي يدرس من تلقاء نفسه، يصلي بارت الله ويطلب منه ان تحدث معجزة لجعله يغيب عن المدرسة في اليوم التالي حتى يتمكن من الحصول على المزيد من الوقت للدراسة. في تلك الليلة ضُربت سبرينغ فايلد بعاصفة ثلجية ضخمة وأُغلقت المدارس. بعد تلقيه كلمة إغلاق المدراس، يستعد بارت لمتعة يوم الثلج. لكن ليزا تُذكره بصلاته، ويقرر بارت أن يكون جيد مع الله عن طريق الدراسة بينما الجميع بالخارج يحظون بالمرح. يحاول بارت ان يركز بينما يدرس، مثل تخيل نفسه عضوا بالكونغرس الأول للكونتينينتال خلال إعلان الاستقلال. ولكن هذا التصور يحدث به خطأ عندما يتخيل بأنها تُثلج بطريقة ما في يوليو ويخرج الموقعون للحصول على المتعة. كارها العودة للواقع، يحتاج بارت أن يصفع نفسه لكي يركز انتباهه جيدا وأن يكون جادا أتناء المذاكرة حيث ترى العائلة بارت من خلال النافذة كيف كان يثابر في المذاكرة. في اليوم التالي يُنهي بارت الامتحان ويسأل الأستاذة كراببل أن تُقيم الامتحان في الحال. فعلت ذلك وتقول له بانه يحصل على 59 ضعيف ونجاحه كان بفارق نقطة واحدة. شعر بارت بالإحباط برغم كل هذه الجهود، ينهار بارت في البكاء ويقارن فشله بأستسلام جورج واشنطن في ساحة المعركة أمام الفرنسيين عام 1754. اندهشت الاستاذه كراببل بهذه الإشارة التاريخية الغامضة، وتدرك أن بارت قد بذل فعلا جهدا صادقا في المذاكرة بعد كل هذا. وتعطي بارت علامة إضافية لتطبيقه المعرفة العلمية، ورفع درجته لتصل إلى مقبول وبالكاد ينجح. يفخر بارت بذلك، يجري في انحاء سبرينغ فايلد ويصرخ للناس بأنه قد نجح فعلا. وبينما تشاهد الاسرة عرض هوميروس بفخر بارت الجديد أفضل شخصية على الثلاجة، ويعلن بارت بأن جزء من هذا النجاح يرجع بفضل الله.

## الأنتاج

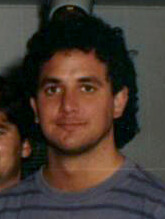
بارت يحصل على علامة راسب أول حلقة كُتبت بواسطة دايفيد ستيرن

"بارت يحصل على علامة راسب" كانت أول حلقة لعائلة سيمبسون كُتبت بواسطة دايفيد ستيرن. وتم إخراجها بواسطة دايفيد سليفر مان. خلال صيف عام 1990 كانت تُمثل طبيعة بارت المتمردة من قبل الآباء وسياسة محافظة كنموذج فقير للآطفال الصغار. في حين حظرت العديد من المدارس العامة الأمريكية التيشرت خرج بارت ببعض العبارات المتميزة مثل "انا بارت سيمبسون من أنت بحق الجحيم؟" و "انا فاشل وفخور بذلك يارجل !". ويعتقد العديد من النقاد أن تلك الحلقة كانت استجابة لهذه الخلافات. ومع ذلك أجاب المنتج التنفيذي جيمس بروكس "لم يكن كذلك"، ولكنه أضاف "نحن ندرك ذلك. أعتقد أنه من المهم بالنسبة لنا أن بارت فعلا سيء بالمدرسة، وهناك طلاب من هذا القبيل. إلى جانب ذلك، أنا قلق جدا من التليفزيون الذي أصبح نموذجا يحتذي به الجميع. لماذا يجب ان يكون التليفزيون قدوة لهم؟". علق سام سيمون " هناك نماذج بالعرض فعلناها العام الماضي، نماذج مهمة، أعتقد أنها اشادة بأننا نفذناها بطريقة جيدة ولا يدرك أحد بأنه كانت لنا نقطة. العمدة كويمبي جعل أول ظهور له في الحلقة من غير وشاح العلامة التجارية التي تقول بأنه عمدة. وأُضيف الوشاح لاحقا لأن الكتاب خشيوا ألا يتعرف عليه المشاهدون.
والحلقة الأولى كانت الخاصية لفتح سلسة جديدة من المسلسل. وتم تقصيرها بواسطة خمسة عشر ثانية لتصبح دقيقة وثلاثون ثانية. الافتتاح الأول لسلسلة الموسم الأول أظهرت بارت يسرق «حافلات عامة». بينما في السلسلة الجديدة تقدمه متزحلق عالجليد تم تقديمه بشخصيات أخرى في الموسم القديم. بدءا من هذا الموسم، كانت هناك ثلاث نسخ من هذا الافتتاح: النسخة الكاملة صيغتها طويلة دقيقة وخمسة عشر ثانية، والنسخة المتوسطة 45 ثانية والنسخة الصغيرة 25 ثانية. اعطي هذا لمحرري العرض مجالا أكبر. يعتقد ديفيد سليفر مان ان الرسوم المتحركة بدأت «بحيز خاص بها» وكانوا قد أعتادوا على الشخصيات وقادرين على تحقيق المزيد تمثيل الشخصيات. خلال المشهد بينما كان بارت يلقي خطابا ينص على «الاخرس كمشارك» أراد سليفر مان ان يقطع من عدة زوايا بسرعة لإعطاء الإحساس بالقلق. تصميم مارتن برنس تغير عدة مرات خلال الحلقة، حيث كان هناك نموذج مختلف لديه عينين اوسع وشعر غجري صُمم من أجل المشهد عندما كان مارتن يخون بارت وينجرف بعيدا عنه. يصف سليفر مان ان «يوم الثلج» كانت واحدة من أصعب الأمور التي شخصها قبل ذلك. أنها تقدم عدة منصات طويلة التي تظهر عدة شخصيات مختلفة ينخرطون في أنشطة مختلفة وكان من الصعب ان يتم تحديده بدقة. خيال بارت كان عندما يرى الآباء المؤسسين للولايات المتحدة مستخدما ألوان هادئة ومختلفة من الأحمر والأبيض والأزرق. اضطر سليفر مان أيضا إلى العمل بجهد لكي يجعل بارت يبكي دون ان يكون تصميمه مثير للإشمئزاز، وهذا هو السبب في لماذا كان ظاهرا مغطيا وجهه بقطعة من الورق.

## البث الأول

### الانتقال إلى الخميس
الموسم الأول من عائلة سمبسون انتهى في المركز الرابع بالتصنيف الأسبوعي الجديد. وأول مسلسل بشبكة فوكس التليفزيونية الأعلى تصنيفا بين أفضل ثلاثين عرض لهذا الموسم. وسرعان ما أصبح بارت واحد من الشخصيات الأكثر شعبية على شاشة التليفزيون فيما كانت تسمى "بارتمينيا". نظرا لنجاح الموسم الأول من العرض، قررت شبكة فوكس التليفزيونية تبديل موعد عرض مسلسل عائلة سيمبسون على أمل انها سوف تسرق التصنيفات من محطة ان بي سي "بيت القوة"، وان تحصل على المزيد من العائدات الإعلانية، ويؤدي إلى تصنيفات أعلى للبيفرلي هيلز، 90210 وفاتنات كانوا يتبعون العرض. تم نقل العرض من يوم الأحد الساعة الثامنة مساء بتوقيت شرق الولايات المتحدة إلى نفس الوقت يوم الخميس، حيث سينافس عرض كوزبي شو على قناة ان بي سي (العرض رقم واحد في ذلك الوقت). كان العديد من منتجي مسلسل عائلة سيمسبون بما فيهم جيمس بروك ضد هذه الخطوة. كان العرض من العشرة الأوائل عندما كان يُبث يوم الأحد وشعروا ان هذه الخطوة ستدمر تصنيفاتها. وعلق قائلا: " فجأة بعدما كان البرنامج متقدما جدا أصبح يقاتل من أجل البقاء، نحن لا نريد ان نحارب كوزبي شو نحن نريد فقط الحصول على تصنيفات جيدة. كان أهم اسبوعين في حياتي عندما كان العرض رقم واحد في التصنيفات، وفي يوم الأحد كانت لدينا فرصة لأن نكون رقم واحد بالبلاد وأنا لا أعتقد أن لدينا فرصة يوم الخميس. "سيارتان في كل جراج وثلاثة عيون على كل سمكة" كانت أول حلقة أُنتجت لهذا الموسم، ولكن"بارت يحصل على علامة راسب" تم بثها كأول حلقة لأن بارت كان مشهورا في هذا الوقت وأراد المنتجون أن يبدأو الموسم بحلقة تضمه. وكانت تُبث مقابل الحلقة الرابعة من الموسم السابع لكوزبي شو بأسم"فترة من التكيف" الذي شهد الذي شهد إضافة اريكا اليكساندر إلى فريق العمل. أُعيدت أول 13 حلقة من مسلسل عائلة سيمبسون عدة مرات خلال فصل الصيف، وقامت شبكة فوكس التليفزيونية بدعاية كثيفة للحلقة الأولى من الموسم الجديد خلال شهر مايو. ونشرت وسائل الاعلام قصصا عن تنافس بيل مقابل بارت.

## تصنيف نيلسن
رجوعا لمسلسل عائلة سيمبسون الذي تم بثه يوم الخميس في مقابل الحلقات لكوزبي شو قد وصل إلى رتبة منخفضة وصلت قد وصل إلى رتبة منخفضة وصلت إلى الرتبة 73 في التصنيف الاسبوعي (مقارنة مع المركز الثالث لكوزبي شو). وتوقع العديد من النقاد ان «بارت يحصل على علامة راسب» سيكون أسوء بكثير من تصنيف كوزبي شو، جريج داوسن من اورلاندو كتب انه قد تراهن بعد دولارات لشراء كعكة الدونت أنه حتى الحلقة الجديدة من عائلة سيمبسون لن تصنف من المراتب الخمس أمام كوزبي شو الذي قد يحصل على 30 مشاركة أثناء انقطاع الكهرباء. وقال المدير التنفيذي لقناة فوكس بيتر تشرنين أنهم كانوا يأملون في إيجاد موطئ قدم لهم ليلة الخميس وأننا إذا كنا محظوظين جدا سوف نحتل المرتبة الثانية. في وقت مبكر خلال الليل توقعت تصنيفات الأرقام للبث الأصلي للحلقة بأربع وعشرون مدينة أن عائلة سيمبسون 19.9 في تقديرات نيلسن و 30% مشاركة للجمهور بينما كوزبي شو كان 19.3 بتقديرات نيلسن و 29%مشاركة للجمهور. الا أن التصنيف النهائي لبارت يحصل على علامة راسب كان 18.4 ومشاركة 29% من الجمهور وجاء بالمركز الثاني وراء كوزبي شو مباشرة. وفي نفس الوقت كانت ان بي سي 208 محطة تليفزيون بينما فوكس لديها 133 قناة فقط. انهى الثامن في التصنيف الأسبوعي الجديد متعادلا مع «من المدير» بينما كوزبي شو كان السابع. ويستند التصنيف على عدد من أجهزة التليفزيون المنزلية التي تم ضبطها على العرض، ولكن ابحاث موسوعة نيلسن قدرت بأن هناك 33.6 مليون مشاهد شاهد هذه الحلقة، مما يجعله العرض رقم واحد من حيث عدد المشاهدين الفعلي هذا الأسبوع (تم مشاهدة كوزبي شو بواسطة 28.5 مليون مشاهد منتيها السابع في التصنيف الأسبوعي). لقد أصبح الأعلى تصنيفا والأكثر مشاهدة بتاريخ شبكة قنوات فوكس التلفزيونية. بقي في هذا المنصب حتى 1 يناير 1995، عندما كان هناك مباراة فاصلة بدوري كرة القدم بين الفايكنج مينيسوتا وشيكاغو بيرز الذي صُنف في تقديرات نيلسن ب21.0. وبالنسبة لعام 2014 فإنها مازالت الحلقة الأعلى تصنيفا في تاريخ مسلسل عائلة سيمبسون.